# پارک ملی دی مینووگ
پارک ملی دی مینووگ (به هلندی: Nationaal Park De Meinweg) یک منطقهٔ مسکونی  و جنگل در هلند است که در روردالن واقع شده‌است.